# Hanwell (Oxfordshire)
Hanwell is een civil parish in het Engelse graafschap Oxfordshire met 263 inwoners.